# Arrigo Caterino Davila

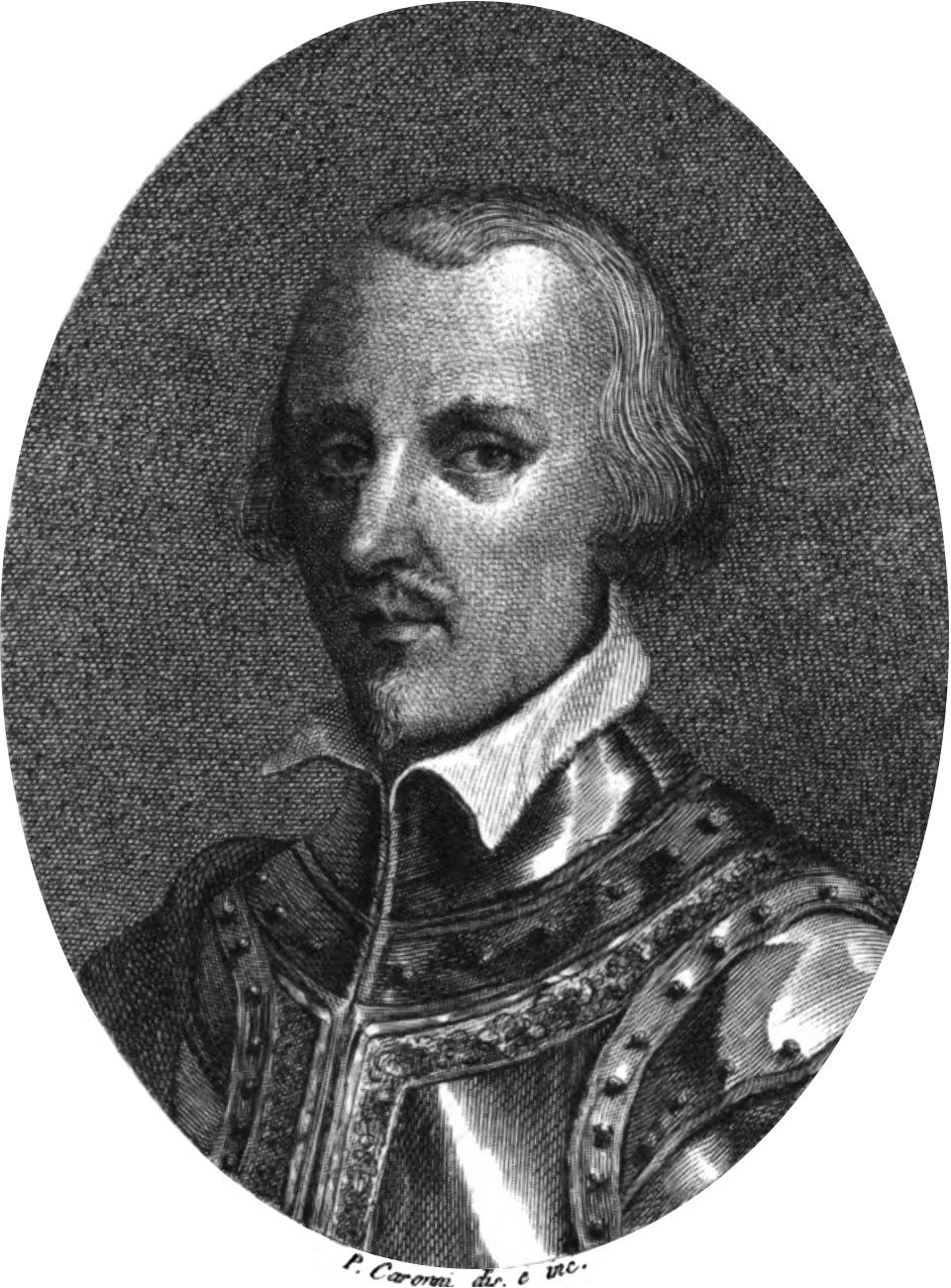
Arrigo Caterino Davila.

Arrigo (eller Enrico) Caterino Davila, född den 30 oktober 1576 i Piove di Sacco, död den 26 maj 1631 i San Michele vid Verona, var en italiensk historieskrivare.
Davila kom 1583 till franska hovet och inträdde 1594 i franska hären, men återvände 1599 till Italien och ingick i republiken Venedigs tjänst. Han blev ståthållare på Kreta samt i Dalmatien och Friuli och gällde i Venedig som den förste, näst dogen. Davilas Storia delle guerre civili di Francia (1630, bästa upplagan 1733), som översattes till flera europeiska språk, är en huvudkälla för hans tids historia.